# Liste der Biografien/Vix
Liste der Biografien |
Portal Biografien |
Personensuche
# |
A |
B |
C |
D |
E |
F |
G |
H |
I |
J |
K |
L |
M |
N |
O |
P |
Q |
R |
S |
T |
U |
V |
W |
X |
Y |
Z |
?
 
Va |
Ve |
Vh |
Vi |
Vj |
Vl |
Vn |
Vo |
Vr |
Vs |
Vt |
Vu |
Vy
 
Via |
Vib |
Vic |
Vid |
Vie |
Vif |
Vig |
Vih |
Vii |
Vij |
Vik |
Vil |
Vim |
Vin |
Vio |
Vip |
Viq |
Vir |
Vis |
Vit |
Viu |
Viv |
Vix |
Viy |
Viz
Die Liste der Biografien führt alle Personen auf, die in der deutschsprachigen Wikipedia einen Artikel haben. Dieses ist eine Teilliste mit 3 Einträgen von Personen, deren Namen mit den Buchstaben „Vix“ beginnt.

## Vix
- Vix, Ernst (1834–1902), deutscher Mediziner

### Vixe
- Vixen, Taylor (* 1983), US-amerikanische Pornodarstellerin und ModelTaylor Vixen (* 1983)

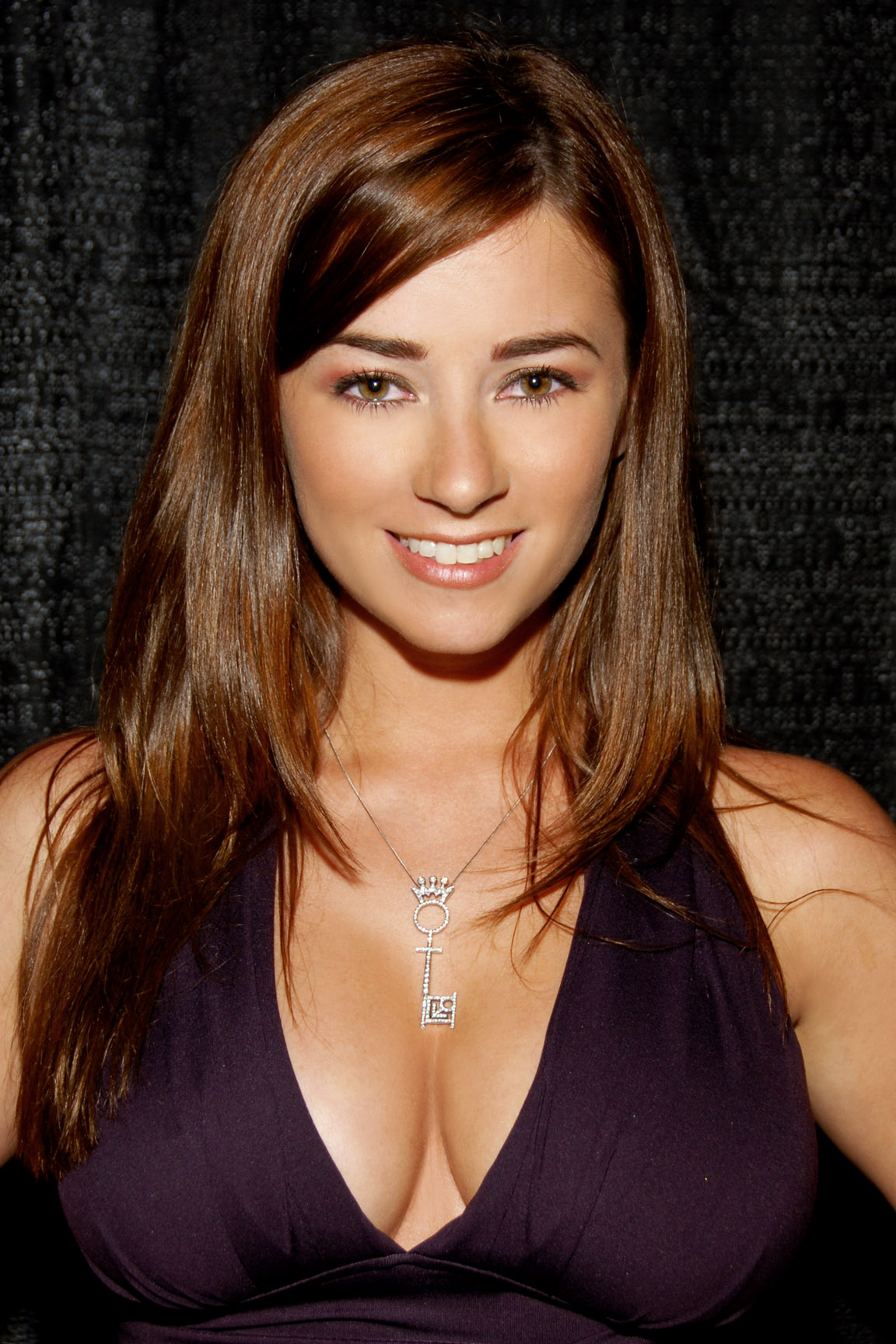
Taylor Vixen (* 1983)

### Vixi
- Vixie, Paul (* 1963), amerikanischer Autor zahlreicher RFCs und UNIX Systemprogramme